# Gilgandra Shire
Gilgandra Shire är en kommun i Australien. Den ligger i delstaten New South Wales, i den sydöstra delen av landet, omkring 340 kilometer nordväst om delstatshuvudstaden Sydney. Antalet invånare var 4 236 vid folkräkningen 2016.
Följande samhällen finns i Gilgandra Shire:
- Gilgandra
- Tooraweenah
- Kickabil